# Wittenheim
Wittenheim település Franciaországban, Haut-Rhin megyében. Lakosainak száma 15 491 fő (2022. január 1.). Wittenheim Ruelisheim, Pulversheim, Cernay, Richwiller, Kingersheim, Illzach, Baldersheim, Sausheim és Wittelsheim községekkel határos.

## Népesség
A település népessége az elmúlt években az alábbi módon változott:
| Lakosok száma | 14 666 | 14 512 | 14 728 | 14 317 | 14 541 | 14 776 | 15 065 | 15 262 | 15 491 |
|               | 2013   | 2015   | 2016   | 2017   | 2018   | 2019   | 2020   | 2021   | 2022   |